# Região Noroeste (Islândia)
A Região Noroeste (em islandês: Norðurland vestra) é uma das 8 regiões da Islândia, localizada no norte da ilha. A maior cidade da região é Saudárkrókur, com uma população de 2 612 habitantes em 2019. A região tinha uma população de 7 322 habitantes em 2020, e uma área territorial de 12 737 quilômetros quadrados.

## Municípios
A Região Noroeste está dividida em 7 municípios. O mais populoso deles e o maior em área é Skagafjördur. Os menores em população e área são, respectivamente, Skagabyggd e Skagaströnd.
| Municípios       | População (2020) | Área (km2) |
| ---------------- | ---------------- | ---------- |
| Skagafjördur     | 4,034            | 4,177      |
| Húnathing vestra | 1,211            | 3,023      |
| Blönduósbaer     | 938              | 183        |
| Skagaströnd      | 473              | 52.7       |
| Húnavatnshreppur | 371              | 3,816      |
| Akrahreppur      | 205              | 1,364      |
| Skagabyggd       | 90               | 488        |
| Total            | 7 322            | 12 737     |

## Assentamentos
O maior assentamento da região é Saudárkrókur, que também é sua sede. Outras localidades incluem:
- Blönduós
- Hvammstangi
- Skagaströnd
- Hofsós
- Varmahlíd
- Hólar
- Laugarbakki